# Теодосије II
Флавије Теодосије (лат. Flavius Theodosius), познатији као Теодосије II или Теодосије Млађи, био је источноримски (византијски) цар од 408. до 450. године. Његову дуготрајну владавину обележило је неколико тешких удараца (нпр навале Атилиних Хуна), али и достигнућа као што су били оснивање Цариградског универзитета (425. год.) и кодификација римског права у Теодосијев законик (Codex Theodosianus) 438. године. Сам Теодосије је пре свега био образован и бојажљив владар који је читаву владавину провео у Цариграду препуштајући државничке послове својим великодостојницима, а пре свих амбициозној сестри Пулхерији.

## Младост
Теодосије се родио у априлу 401. године као четврто а прво мушко дете у браку цара Аркадија и његове супруге Елије Евдоксије. Већ у јануару 402. мали Теодосије је проглашен за августа и очевог савладара. што је имало за циљ да обезбеди мирну предају власти када за то дође време. Међутим, Теодосије и његове сестре су брзо остали без родитеља пошто је царица Евдоксија умрла усред компликација након побачаја 404, а Аркадије је прерано преминуо 408. године. Седмогодишњи Теодосије је без потреса наследио оца. По Прокопију из Цезареје, Аркадије је поверио старатељство над својим малим сином персијском краљу Језергерду I који је запретио Царству ратом ако се не испоштује Теодосијево право на престо.
Првих година Теодосијеве владавине управљање Царством је ефикасно спроводио преторијански префект Антемије. Образовању малог Теодосија посвећена је велика пажња, a за васпитача му је одређен евнух Антиох. Антемије је сигурном руком водио послове Источног римског царства. Са Језергердом је склопљен уносан трговачки споразум, а хунски поданици Скири су 409. потучени на Балкану. Велики број ових варвара насељени су у Малој Азији као колони. Теодосијев регент је исто тако додатно утврдио балканске градове, али и сам Цариград. После шокантне вести да су Визиготи 410. опљачкали Рим, Антемије је 413. године завршио изградњу новог система градских бедема око Константинопоља. Ове Теодосијеве зидине, које су и данас делимично очуване, су за трећину повећале површину Константиновог града и представљале су највеће средњовековно утврђење које ће све до 1204. године успешно одолевати опсадама.

## Пулхерија и Атенаида-Евдокија
Теодосије је имао три сестре: Пулхерију (рођ. 399.), Аркадију и Марину. Најстарија међу њима, Пулхерија, важила је и за најотреситију и најпобожнију. Заједно са сестрама, а на подстицај цариградског патријарха Атика (406—425), заветовала се на чедност, а након Антемијеве смрти (или уклањања?) у јулу 414. године проглашена је за августу. По први пут је од времена цара Трајана царева сестра је добила титулу августе. Иако само две године старија од брата, у својој 15. години, Пулхерија је постала de facto регент, а на себе је преузела и образовање свог брата. Теодосије је од тада подучаван стриктно у хришћанском духу. Међутим, млади цар је похађао и часове беседништва, калиграфије, јахања и руковања оружјем, а Пулхерија га је упућивала у дворске манире. И цар и његова сестра су одлично познавали и грчки и латински, што већ почетком 5. века није било уобичајено у Цариграду. На двору је завладала манастирска атмосфера, цар је сакупљао теолошка дела и неретко дискутовао о спорним питањима, док су његове сестре посветиле добротворном раду.
Царство је ипак још добрим делом било паганско, а Пулхеријина политика је прикривено подржавала агресивне иступе хришћана. На двору је свакако постојала струја која се залагала за умеренију политику према паганима и Јеврејима. Своју заштитницу они су нашли у Теодосијевој супрузи Елији Евдокији. По традицији сачуваној у 6. веку, Евдокија је рођена у Атини (око 400. год.) као Атенаида, кћи паганског учитеља реторике Леонтија. Била је врло образована и упућена у неоплатонску филозофију и природне науке. Ради оставинског спора са браћом упутила се из Атине у Цариград и изложила свој проблем августи Пулхерији. Царева сестра била је очарана Атенаидином речитошћу и образовањем, а Теодосије и лепотом. Атенаида је крштена од стране патријарха Атика и добила је име Елија Евдокија. Убрзо, 7. јуна 421. године удала се за Теодосија и крајем 422. му је родила ћерку Евдоксију, будућу невесту Валентинијана III. Рођењем детета, Еудокијин положај је ојачао и, као поклон за нову 423. годину, супруг јој је даровао титулу августе што ју је учинило равноправном са Пулхеријом. Ривалство између строге заове Пулхерије и пагански образоване Евдокије обележиће не само породичне прилике, већ и владавину Теодосија II.

## Константинопољ и Равена
Односи између Источног и Западног римског царства били су лоши током владавине Теодосијевих синова. Ликвидација Стилихона 408. и смрт цара Хонорија 423. отворили су перспективу бољих односа. Хонорије је пред смрт протерао из Равене сестру Галу Плацидију, удовицу Констанција III. Када се после смрти бешчедног Хонорија у Равени појавио узурпатор Јован, Теодосије и Пулхерија су одлучили да подрже Плацидијиног сина Валентинијана III. Стари сукоби између две гране Теодосијеве династије су заборављени и Плацидија је проглашена за августу (423.), а заузврат је Далмацију и Панонију препустила цариградском двору. Теодосије је свечано прогласио свог брата од стрица Валентинијана за цезара 424. године и верио га са ћеркицом Еудоксијом. Валентинијан III и његова мајка су затим отпловили у Италију у пратњи добро опремљене војске под командом Алана Ардабурија и његовог сина Аспара. Експедиција је успела да свргне Јована и обезбеди Валентинијаново проглашење за августа у Риму 23. октобра 425. године. Теодосије је пожелео да лично крунише свог западног савладара, али се на путу за Италију разболео у Солуну. Крунисање су ипак обавили његови емисари.
Све до краја Теодосијеве владавине опстали су срдачни односи између два рођачка двора у Цариграду и Равени. Теодосије је, као старији међу савладарима, још у два наврата помогао Валентинијана. Аспар је 431. поново послат на запад, овога пута у Африку где је заједно са војсковођом Бонифацијом покушао да спречи напредовање Вандала. Овога пута, Аспар је поражен, али су многи сматрали овај неуспех последицом тајног споразума између Аспара и вандалског краља Гејсериха. Освајањем Картагине 439. године Вандали су окончали потчињавање римске Африке, а Гејсерих је 441. опљачкао Сардинију. Покушај Теодосија II да преко Сицилије 442. заузме Картагину окончан је и пре почетка пресудних акција. Многобројна царска флота морала се вратити са Сицилије пошто су Источном царству запретили Хуни и Персијанци. Најзад, Теодосије и Валентинијан су морали признати Вандале не као римске савезнике насељене на територији Царства, већ као независне господаре Африке. Западно царство је додуше још контролисало залеђе римске Африке, али је Гизерик чврсто држао испоруке жита за Италију у својим рукама. Западни двор је заступао политику попуштања Вандалима, Цариград се морао окренути својим проблемима, а споразум из 442. се показао кобним по Западно римско царство.

## Рат и мир саПерсијом
Иако је у почетку био пријатељски настројен према хришћанима, персијски краљ Издигерд I је пред крај живота покренуо прогон хришћана. Неколико персијских поданика хришћанске вере су побегли на територију Царства и Теодосије је одбио да их изручи. Заузврат, цар је наредио утврђивање истурених тврђава на граници са Персијом. Након што је Издигерд убијен 421. године, његов син Вараран V је наставио да прогони хришћане. Теодосије је овога пута послао на исток већ поменутог војсковођу Ардабурија, доцнијег победника над узурпатором Јованом. Алан је поразио Персијанце у близини града Низибиса, а покушај краља Варарана да покрене офанзиву неуспешно се завршио. Најзад, 422. склопљен је Стогодишњи мир и персијски краљ се обавезао на толерантну политику према хришћанима. У част овог успеха царица Еудокија је саставила епску песму, а на цариградским зидинама је подигнута Златна капија кроз коју ће у будућности у престоницу тријумфално улазити цареви.
Односи са Персијом остали добри све до 441. године када је врховни војни заповедник Истока (magister militum per Orientem) Анадолије додатно утврдио границу римске Јерменије. Издигерд II је такав потез сматрао изазивачким и опљачкао је римске пограничне крајеве. Римско царство је управо у то време било под тешким притиском Атилиних Хуна и није могло војно да парира Персијанцима. Срећом, Хуни из Закавказја (Бели Хуни или Хефталити) су запретили Персији и мир је обновљен након што је Издигерду исплаћена откупнина. Мир између Рима и Сасанидске Персије, две суперсиле античког света, одржао се непрекидно до 502. године.

## Хунска опасност
Управо у време владавине Теодосија II, Руа и његов сестрић Атила су довели хунску моћ до врхунца. Граница на Дунаву је била добро утврђена, али је Теодосије 424. пристао да најутицајнијем међу хунским поглаварима, Руи, редовно исплаћује годишњи данак. Атила и његов брат Бледа су 433. године затражили дуплирање данка на 700 либара злата. Теодосије је пристао да неће прихватати варваре који би избегли пред Хунима на територију Царства и да се неће удруживати са другим племенима против Хуна. Када је Атила покорио своје источне суседе, 441. се поново окренуо планској политици слабљења Источног Царства, комбинацијом пљачке балканских провинција и изнуђивања високог данка. Хуни су 441. године, користећи заузетост царске војске на Истоку и на Сицилији, разорили балканске градове све до Наиса (Ниша) и Филипопоља (Пловдива). Царска војска доведена са Сицилије тешко је поражена у Тракији и Атила је 443. добио одштету од нечувених 6000 либара и годишњи данак од 2100 либара злата. 
Ови успеси су само подстакли грамзивост хунског краља. Његова војска је поново упала на Балкан 447. и стигла на југ све до Термопила, док је на истоку спалила манастире изван цариградских зидина. Сем обнове плаћања данка, Атила је захтевао и да му Теодосије II препусти леву обалу Дунава од Сингидунума (Београда) до Нове (Свиштова) пет дана хода у дубину. Најсевернији римски град на Балкану постао је Ниш. И на овај хунски захтев је одговорено потврдно и бројна посланства су размењена, а у једном од њих био је и историчар Приск који је записао своја сећања на посету Атилином двору. Најзад, Теодосијев главни саветник, препредени евнух Хрисафије покушао је безуспешно да организује атентат на Атилу 449. године. Римљани су за овај посао ангажовали Атилиног дворанина Едекона, скирског поглавара, који је у последњем тренутку одао план хунском краљу. Атила се разбеснео, презриво се обратио Теодосију као робу који је покушао да убије свог господара, али се на крају примирио. Долазак на престо цара Маркијана 450. године прекинуо је снисходљиву политику према Атили који се уосталом убрзо окренуо Западном римском царству.

## Христолошке расправе и царски двор
Када је цариградски патријарх Несторије (428-431), ученик антиохијске теолошке школе, почео да пориче Исусовој мајци Марији титулу Богородице, то је отворило широку расправу о односу божанског и људског у Христовој личности.
Након што је римски папа Целестин I 428. године осудио несторијево учење, александријски епископ Кирило постигао је да се на једном сабору сазваном у Египту усвоји дванаест ставова који су у себи сажимали православно учење, захтевајући потом од Несторија да их прихвати, под претњом да ће иначе бити свргнут.

Теодосије II је стога у Ефесу, у Малој Азији, сазвао 431. године Трећи васељенски сабор, на коме су присталице Кирила уживале подршку августе Пулхерије. Иако су источни епископи предвођени Јованом Антиохијским најавили кашњење, Кирило је спровео осуду Несторија. Са друге стране Несторије је одбијао да се појави у Ефесу и, када је Јован са присталицама антиохијске школе најзад стигао, завладао је отворен расцеп. Само је царска војска спречила даље сукобе и разрачунавања. Несторије је свргнут и послат у изгнанство, док је Кирилова странка доживела победу.
Исход Трећег васељенског сабора ипак није донео мир ни духовним ни световним круговима. Цариградски монах Еутихије је 448. покренуо друго велико теолошко питање проистекло управо из критике несторијанства. Тврдио је да је у Христу доминантна Божанска природа, а ово учење је прихватио Кирилов наследник, александријски патријарх Диоскор. Теодосије је, уз противљење папе Лава I сазвао нови васељенски сабор, поново у Ефесу. На њему је потврђено учење Еутихија као исправно, а папским легатима није било дозвоњено да прочитају Лавов Томус. Због тога је сабор у Ефесу 449. године и назван „Разбојнички сабор“.

Победа еутихијанаца, обезбеђена доминацијом евнуха Хрисафија на двору, била је само привремена. После Теодосијеве смрти, Пулхерија и њен супруг Маркијан су организовали Четврти васељенски сабор у Халкедону који је осудио монофизитизам.

## Цариградски универзитет
По традицији, Атенаида је са собом довела у Цариград и седморицу паганских филозофа из Атине. Интелектуални утицај учене царице свакако је био снажан на двору и у престоници. Могуће да је једно од његових последица било и оснивање универзитета на цариградском Капитолу 425. године. Константинопољ је већ био престоница царства и важно средиште хришћанске вере, али су у интелектуалном погледу као центри, пре свега паганске учености, важили Атина и Александрија. Престоница је и на овом пољу морала да се издигне изнад провинцијских градова славне прошлости и демонстрира вредности нове похришћањене учености. Универзитет у Константинопољу је званично основан 27. фебруара 425. године, а настава се изводила и на грчком и на латинском. Грчки предавачи су ипак били нешто бројнији што нам указује да је у Цариграду хеленски језик већ преузео примат као језик учености и науке. Наставу је изводио 31 предавач: по десет грчких и латинских граматичара, три латинска и пет грчких ретора, два правника и један филозоф. Предност је дакле дата практичним дисциплинама, потребним будућим властодршцима Царства. Услед недостатка извора, тешко је пратити даљи развој и улогу Теодосијевог универзитета, нарочито у „мрачним временима“ 7. и 8. века. Познато нам је ипак да је неку врсту високошколске установе обновио на Магнаварском двору средином 9. столећа цезар Варда, ујак цара Михаила III.

## Теодосијев законик
Најтрајнији резултат владе Теодосија II било је издавање Теодосијевог законика. Радови на кодификацији започети су по налогу оба цара 429. године са циљем прибирања свих врста царских правних уредби од времена Константина I, њиховог сортирања по тематским целинама и исправке и допуне у складу са реалношћу 5. века. Комисија од 16 правника завршила је посао 438, а Законик је свечано обнародован 1. јануара 439. у име царева-савладара Теодосија II и Валентинијана III на територији читавог, идеолошки гледано јединственог, Римског царства. Подељен на 16 књига, Законик је садржао преко 2 500 правних прописа писаних искључиво на латинском из периода између 311. и 437. године. Теодосијев законик није само важан извор за правну, већ и за привредну и друштвену историју касноантичког Римског царства. Поред тога, у Западној Европи послужиће варварским владарима као узор за њихове прве правне збирке у духу римског права нпр збирка правних прописа визиготског краља Алариха II Lex Romana Visigotorum, са почетка 6. века. У Византији Теодосијево дело ће заменити Corpus Juris Civilis у време цара Јустинијана I.

## Последње године
Венчање Валентинијана III и Евдоксије 437. у Цариграду означило је на одређен начин врхунац Теодосијеве породичне слоге. Помало растужена одласком ћерке, Евдокија је у друштву светитељке Меланије Млађе, опонашајући Јелену, мајку Константина Великог, отишла на ходочашће у Свету земљу. На Истоку је посетила Антиохију и Јерусалим, где је богато обдарила локалне цркве, а заузврат је у Цариград пренела неколико вредних хришћанских реликвија. Најзад, царичин повратак са ходочашћа 439. представљао је и њену победу над строгом хришћанком Пулхеријом. Евдокијин штићеник, учени паганин и песник Кир из Панопоља постављен је на место префекта Цариграда. На тој позицији Кир је стекао велику популарност и престоницом је кружила изрека: „Константин је основао Град, али га је Кир обновио!” Изгледа да је са годинама Теодосије постао све љубоморнији, тако да је Кир свргнут у јесен 441. године. Морао је да се одрекне паганства и прихвати место епископа Котјеа у Фригији. Свргавање Кира могли су извести и Пулхеријини следбеници. Евдокија је затим уз помоћ царевог коморника, евнуха Хрисафија покушала да натера Пулхерију да се повуче у манастир. Пулхерија није пристала, али се склонила са двора на једно од својих имања у престоници. Из сукоба две августе највише користи је у ствари извукао Хрисафије. Оптужена за прељубу са царевим пријатељем из детињства Паулином, сада поглаваром царске канцеларије (magister officiorum), осрамоћена Евдокија је измолила да јој буде дозвољено да се насели у Јерусалиму. Евдокија је тако заувек напустила Цариград и супруга 443. године, а Паулин је прогнан у Кападокију где је и погубљен 444. године. Својом ктиторском делатношћу Евдокија је стекла наклоност грађана Јерусалима, тако да ју је цар убрзо ставио под дискретан надзор. Умрла је 460. године, надживевши тако и супруга и Пулхерију. 
Пулхерија се вратила на двор након пада њене снаје, али је сада највећи утицај на цара вршио евнух Хрисафије. Његова политика била је стално подмићивање Хуна и подршка монофизитима потврђена на сабору у Ефесу 449. године. Данак који је исплаћиван Атили испразнио је царску ризницу, а није окончао разарање Балкана. На Истоку су обновљени напади сараценских и исавријских пљачкаша, а Пулхерија и православни су се обратили за помоћ папи Лаву I. Коморник Хрисафије је најпосле свргнут са власти и Пулхерија је поново најутицајнија фигура на двору. Њен брат Теодосије је међутим у лову пао са коња, тешко повредио кичму и умро неколико дана касније 28. јула 450. године.
Теодосије II био је просвећен, побожан и благ владар који је читаву владавину провео у Цариграду. Државнички послови га нису интересовали колико теологија, лов и астрологија. Последњих година живота наводно је механички потписивао документа која су му подношена на увид не обраћајући пажњу на њихов садржај. Показао се и као покровитељ историчара коме су и паганин Олимпиодор из Тебе и историчар цркве Сократ Схоластик посветили своја дела. Његову дугачку владавину обележили су способни регенти и три важна подухвата: проширивање цариградских зидина, отварање универзитета у Константинопољу и велика кодификација римског права оличена у Теодосијевом законику.